# Al Shamal
Al Shamal (em português: Cidade do Norte) é um município do Qatar.